# Isle (fiume)
L'Isle (in occitano Eila) è un fiume del sud-ovest della Francia, affluente della Dordogna, lungo 255,4 km. Nasce a Janailhac, nel dipartimento dell'Alta Vienne, sui Monts du Limousin, e sfocia presso Libourne, nella Gironda. Il fiume è navigabile per 87 km a partire dalla foce.

## Geografia

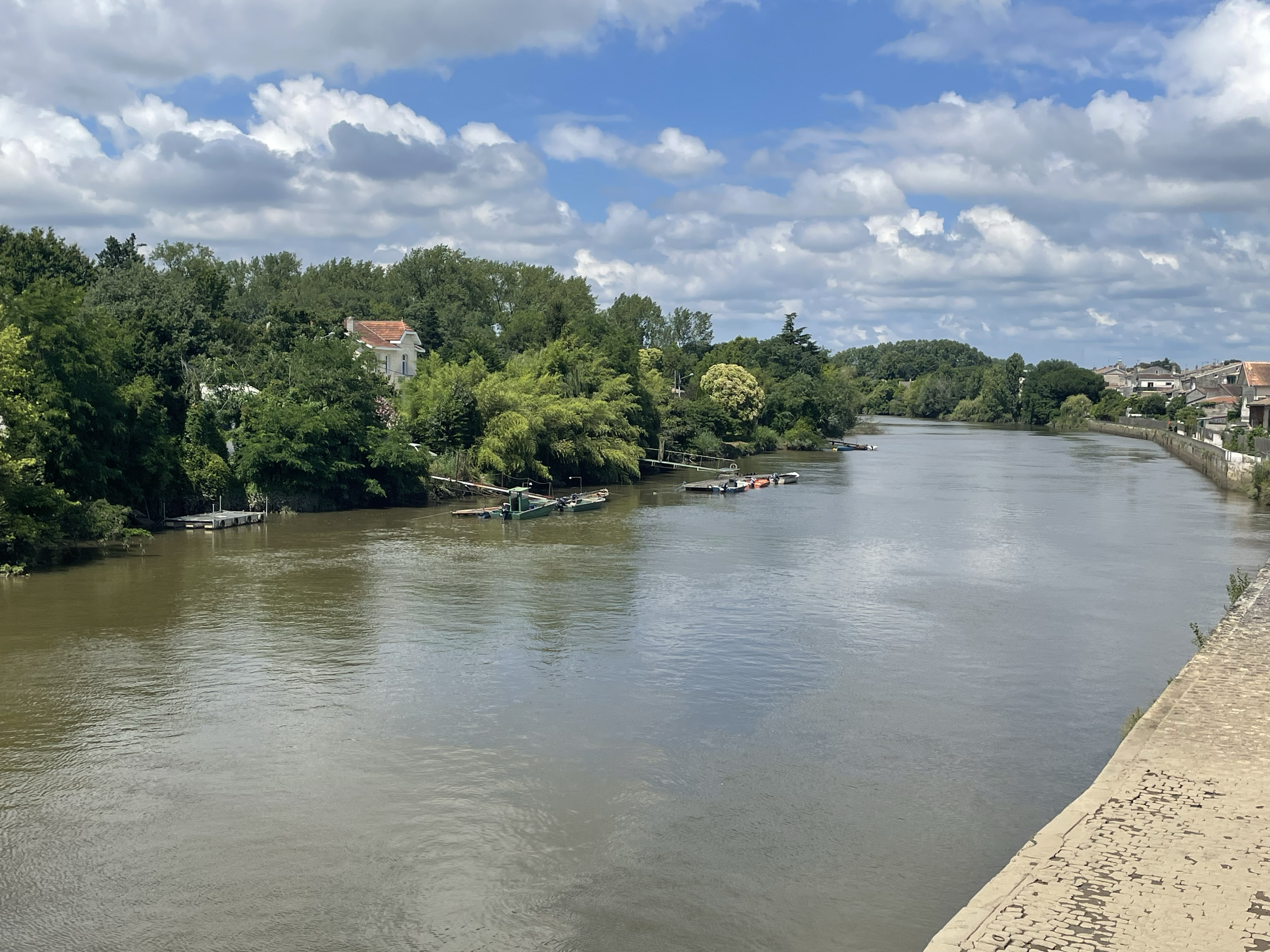
L'Isle nella sua parte terminale Libourne.

L'Isle nasce nel Massiccio centrale, dipartimento dell'Alta Vienne a sud del villaggio di Rongeras (Janailhac) nel Limosino a 375 m s.l.m., il suo corso è stimato in 255.3 km di cui 87 navigabili (attualmente in più tratti). Essa raggiunge la Dordogna a Libourne. La sua pendenza media è di 1.56 m/km. L'insieme del bacino appartiene al clima oceanico aquitano. I moti delle maree si fanno sentire fino alla chiusa di Laubardemont, vicino a Coutras, con un ritardo di circa 5 ore rispetto all'oceano. Laubardemont è a 143 km dalla pointe de Grave per via fluviale. Il flusso risale dunque a Guîtres e a Saint-Denis-de-Pile.

## Dipartimenti e comuni attraversati
L'Isle attraversa tre dipartimenti e 66 comuni i cui principali sono, da monte verso valle:
Alta Vienne
Janailhac, La Meyze;
Dordogna
Jumilhac-le-Grand, Périgueux, Saint-Astier, Neuvic-sur-l'Isle, Mussidan, Montpon-Ménestérol;
Gironda
Coutras, Guîtres, Saint-Denis-de-Pile, Libourne.

## Principali affluenti

### Alla destra orografica
- la Valouse
- la Beauronne (o Beauronne de Chancelade)
- le Salembre
- la Beauronne (o Beauronne de Saint-Vincent)
- il Farganaud (o ruisseau de Fayoulet)
- la Dronne
- il Lary (o Larit o l'Ary)

### Alla sinistra orografica
- il Lavaud (o Laveau)
- la Loue
- l'Auvézère
- il Manoire
- le Vern
- la Crempse
- la Beauronne (o Beauronne des Lèches)
- il Martarieux (o Martrieux, o Martrarieux)
- il Palais